# Kemamang
Kemamang is een bestuurslaag in het regentschap Bojonegoro van de provincie Oost-Java, Indonesië. Kemamang telt 1970 inwoners (volkstelling 2010).